# Wicheling

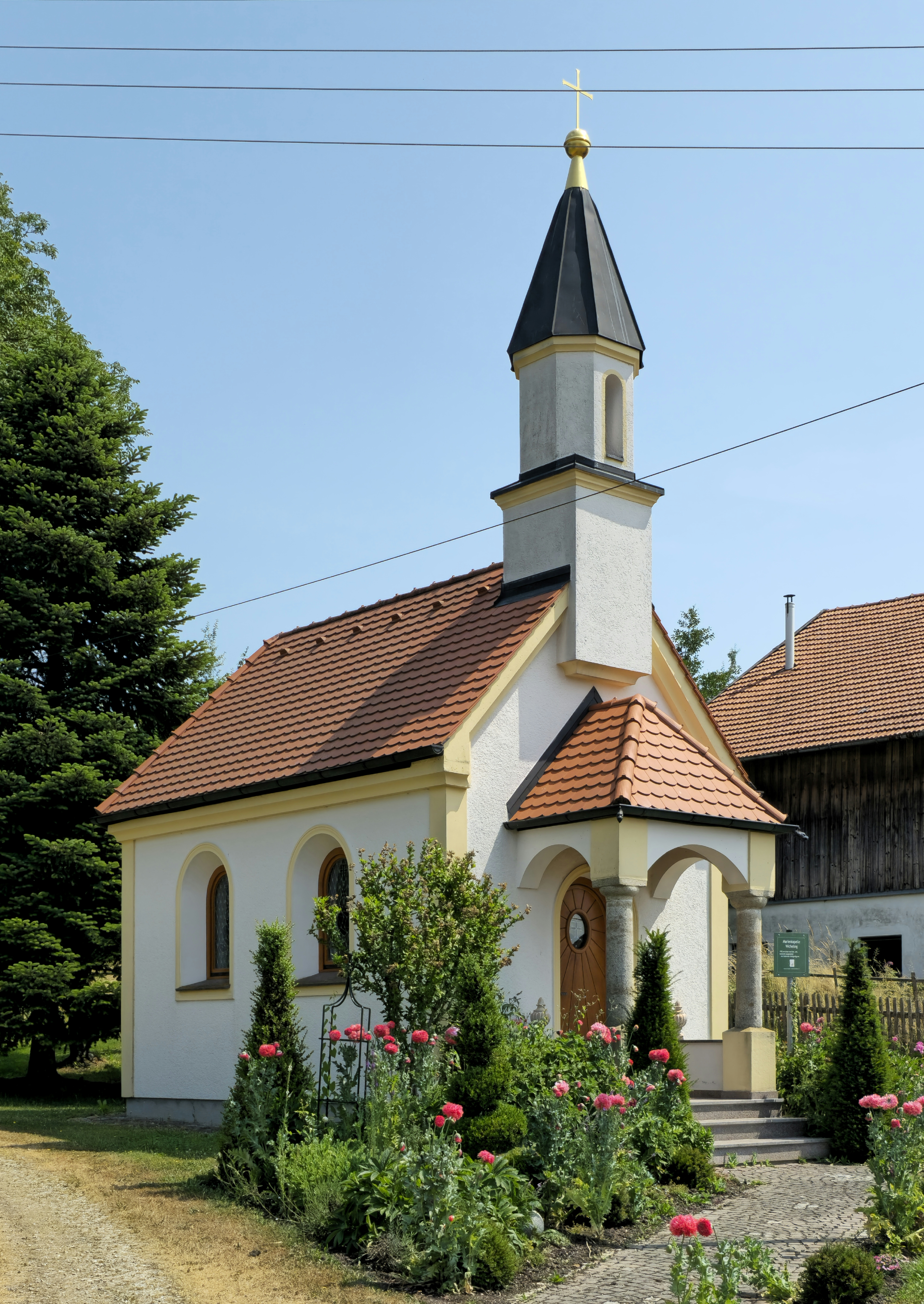
Marienkapelle Wicheling

Wicheling ist ein Gemeindeteil der Gemeinde Taufkirchen (Vils) im Landkreis Erding in Oberbayern.

## Lage
Der Weiler Wicheling liegt in der Gemarkung Eibach 2,7 Kilometer südöstlich des Wasserschlosses Taufkirchen.

## Geschichte
Im Zeitraum von 1006 bis 1022 wurde der Ort zum ersten Mal erwähnt, als der Edle Wicco (nach dem Wicheling benannt wurde) einen Hof in Jogobinga (Jakobrettenbach) übergibt.

## Marienkapelle Wicheling
Die Weilerkapelle wurde 1992 von Matthias Jell (Wicheling 2) und der Ortsgemeinschaft errichtet. Die Kapelle ist ein Sakralbau in historischen Formen, der reich ausgestattet ist. Matthias Jell sammelte über viele Jahre hinweg Anregungen und Ideen für die Baugestaltung und die Innenausstattung, wie zum Beispiel für die Bleiglasfenster in Rom und Venedig. Der Altar ist ein spätbarockes Original, die Pieta ist wohl noch älter, das Kruzifix ist aus dem 19. Jahrhundert. Das Deckengemälde zeigt Maria als Himmelskönigin. Die restliche Ausstattung mit Heiligenfiguren von 1992 stammt von Südtiroler Künstlern.

## Bevölkerungsentwicklung
Um 1871 gab es in Wicheling 28 Einwohner. In der Nachkriegszeit des Zweiten Weltkriegs stieg die Bevölkerungszahl auf 34 Einwohner. Im Mai 1987 lebten dort 27 Einwohner in fünf Wohngebäuden, von denen eines in zwei Wohnungen aufgeteilt war.

Wicheling von Ostnordost

| Jahr      | 1871 | 1925 | 1950 | 1970 | 1987 |
| Einwohner | 28   | 28   | 34   | 28   | 27   |